# Pellenes diagonalis
Pellenes diagonalis är en spindelart som först beskrevs av Simon 1868.  Pellenes diagonalis ingår i släktet Pellenes och familjen hoppspindlar. Inga underarter finns listade i Catalogue of Life.